# Juno Reactor

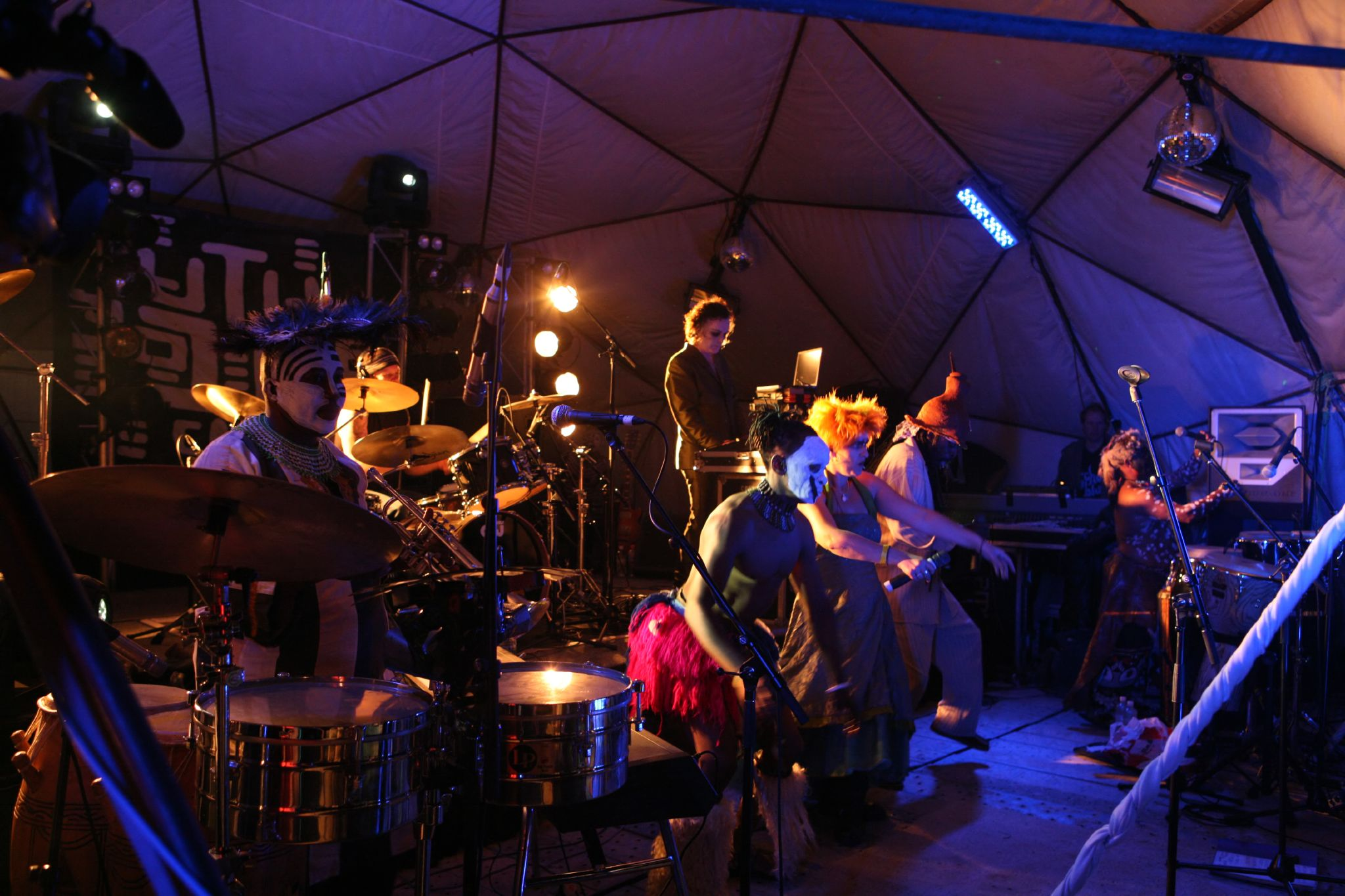
Juno Reactor live 2008

Juno Reactor ist ein englisches Musikprojekt mit wechselnden Musikern aus der ganzen Welt, das elektronische Musik produziert.

## Wirken
Es ist bekannt für ihre orchestral inszenierten Stücke des Psytrance. Neben Ben Watkins als Kopf des Projekts gab und gibt es wechselnde Gastmusiker. Juno Reactor wurde 1990 gegründet und erlangte Berühmtheit durch die Werke zu Soundtracks der Matrix-Trilogie.
1994 sorgte Juno Reactor für Aufmerksamkeit, als sie von Traci Lords für die Produktion ihres Debütalbums rekrutiert wurde.
Aufgrund der zahlreichen stilistischen Wechsel bezeichnete Lars von Ragazzi es als „fast unmöglich“, den Klang dieses Projekts beschreiben oder einzugrenzen. Das Debütalbum Transmissions orientierte sich am Techno, der Nachfolger Beyond the Infinite am entstehenden Goa/Psytrance. Auf dem dritten Album kamen Weltmusik-Elemente wie Trommeln dazu, weshalb die Musik auch als „Ethno-Goa“ bezeichnet wird. Lars von Ragazzi bezeichnete God Is God zusammen mit Laughing Gas, Conga Fury, Pistolero und Master of the Universe als „ausgezeichneten Einblick ins Universum dieser Band“. Zahlreiche Juno-Reactor-Stücke behandeln religiöse Themen.
Ben Watkins tritt weltweit unter dem Namen Juno Reactor auch als DJ auf.

## Diskografie

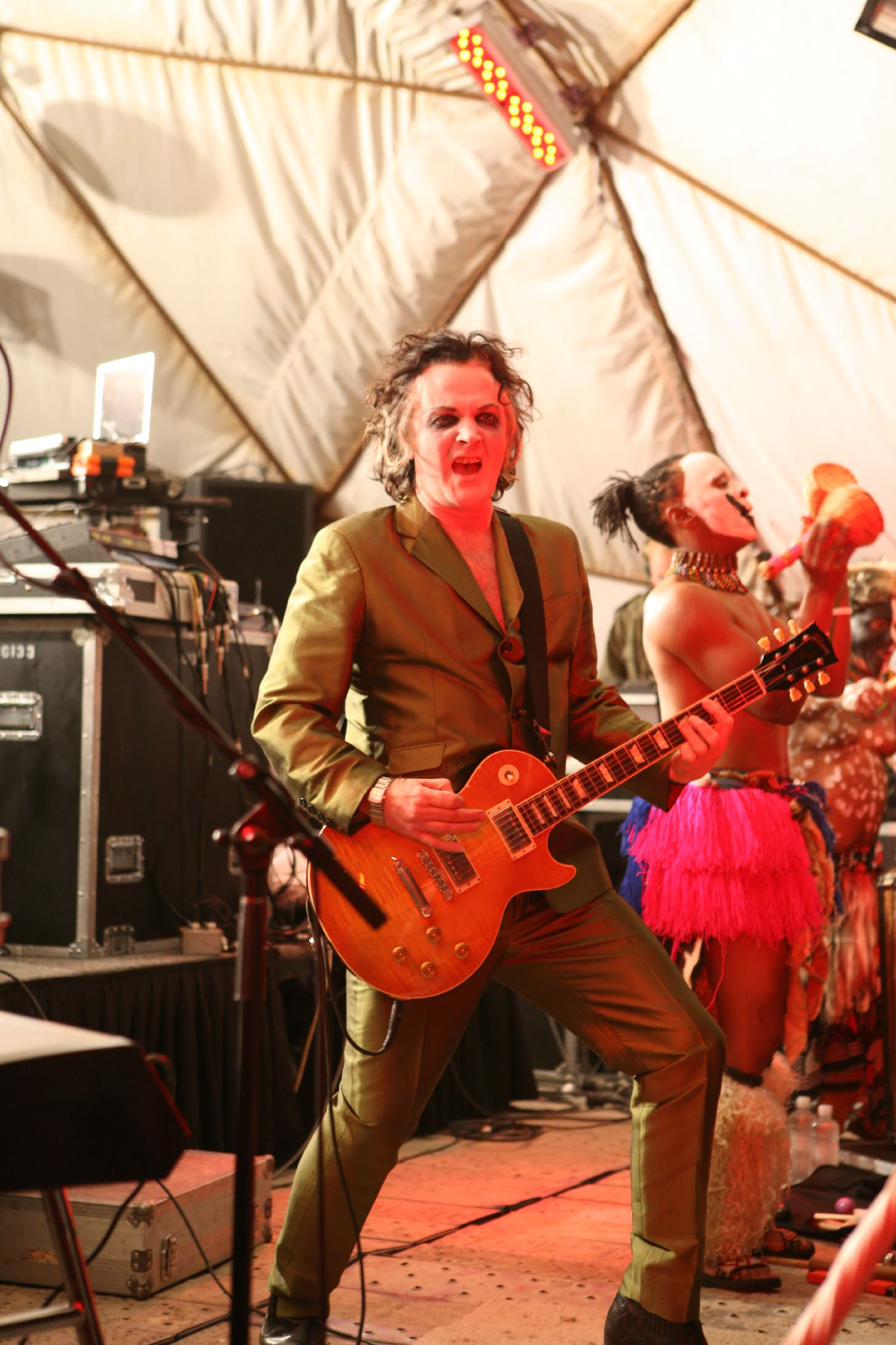
Ben Watkins, Earthcore 2008

### Studioalben
- 1993: Transmissions
- 1994: Lu.Ci-Ana
- 1995: Beyond the Infinite
- 1997: Bible of Dreams
- 2000: Shango
- 2004: Labyrinth
- 2008: Gods & Monsters
- 2013: The Golden Sun of the Great East
- 2018: The Mutant Theatre

### Livealben, Remixalben, Best of
- 2003: Odyssey 1992-2002 (Best of)
- 2011: Inside the Reactor (Remix-Album)
- 2012: "From the Land of the Rising Sun" - Inside the Reactor II (Remix-Album)
- 2015: The Golden Sun ... Remixed

### Singles und EPs
- 1994: Laughing Gas
- 1994: High Energy Protons
- 1995: Guardian Angel
- 1996: Samurai (EP)
- 1997: Jungle High
- 1997: Conga Fury (EP/Single)
- 1997: God Is God
- 1999: Pistolero
- 2000: Nitrogen (Part 1 & 2)
- 2000: Masters of the Universe
- 2002: Hotaka (EP/Single)
- 2003: Zwara (EP)

## Soundtracks

### Film
- 1998: I’m Here… Another Planet auf Lost in Space – Original Motion Picture Soundtrack (Juno Reactor zusammen mit The Creatures)
- 2003: Conga Fury (Animatrix Mix) auf The Animatrix – The Album
- 2003: Mona Lisa Overdrive und Burly Brawl auf The Matrix Reloaded: The Album (zusammen mit Don Davis)
- 2003: The Trainman Cometh, Tetsujin und Navras auf The Matrix Revolutions: Music From The Motion Picture (zusammen mit Don Davis)
- 2003: Guardian Angel (Full Version – US Exclusive Only) auf Texhnolyze: Music Only Music but Music

Der Track Shango war im Intro des Filmes Lara Croft: Tomb Raider zu hören, Labyrinth im Trailer zum venezolanischen Film Secuestro Express.
Im Film Legion war Mutant Message Teil des Soundtracks.

### Computerspiele
Playstation
- Jet Moto 3
- Frequency
- Kinetica
- The Mark of Kri
- Gran Turismo Sport

Xbox
- Mad Dash Racing